# Ferrocarril Ocampo
| Meterspurbahn bei Villa Ocampo |                     |                                  |                                |
| Streckenlänge: | Anfangs 25 km       |                                  |                                |
| Spurweite: | 1000 mm (Meterspur) |                                  |                                |
| |                     |                                  |                                |
| \| \| \| \| m ü. M. \| \| \| \| Ramal F del FCGB von Resistencia \| \| \| \| \| km 366 (Los Tábanos) \| \| \| \| \| Ramal F del FCGB nach Santa Fe \| \| \| \| \| Cañada del Rey \| \| \| \| \| Obrador de La Forestal \| \| \| \| \| Estero El 13 \| \| \| \| \| Ramal F15 del FCGB \| \| \| \| \| Villa Ana/La Forestal \| \| \| \| \| Arroyo El Amargo \| \| \| \| \| La Reserva \| \| \| \| \| Arroyo Las Garzas \| \| \| \| 0,8 \| Adela \| 54,1 \| \| \| \| Río Amores \| \| \| \| \| Eisenbahnwerkstätten \| \| \| \| 6,9 \| Villa Ocampo \| 53,3 \| \| \| \| Ramal F14 del FCGB \| \| \| \| \| Ruta Nacional 11 \| \| \| \| \| Arroyo Manolo \| \| \| \| \| La Isleta \| \| \| \| 17,3 \| Puerto San Vicente \| 49,0 \| \| \| \| Río Paraná Miní \| \| \| \| \| Río Pindó \| \| \| \| \| Arroyo Quencho \| \| \| \| 9,5[1] \| Puerto Ocampo \| 47,9 \| \| \| \| Río Paraná \| \| |                     |                                  |                                |
| |                     |                                  | m ü. M.                        |
| |                     | Ramal F del FCGB von Resistencia |                                |
| Bahnhof (Strecke außer Betrieb) |                     | km 366 (Los Tábanos)             | km 366 (Los Tábanos)           |
| Abzweig geradeaus und nach rechts (Strecke außer Betrieb) |                     | Ramal F del FCGB nach Santa Fe   | Ramal F del FCGB nach Santa Fe |
| Brücke über Wasserlauf (Strecke außer Betrieb) |                     | Cañada del Rey                   | Cañada del Rey                 |
| Abzweig geradeaus und von links (Strecke außer Betrieb) |                     | Obrador de La Forestal           | Obrador de La Forestal         |
| Brücke über Wasserlauf (Strecke außer Betrieb) |                     | Estero El 13                     | Estero El 13                   |
| Kreuzung (Strecken außer Betrieb) |                     | Ramal F15 del FCGB               | Ramal F15 del FCGB             |
| Haltepunkt / Haltestelle (Strecke außer Betrieb) |                     | Villa Ana/La Forestal            | Villa Ana/La Forestal          |
| Brücke über Wasserlauf (Strecke außer Betrieb) |                     | Arroyo El Amargo                 | Arroyo El Amargo               |
| Haltepunkt / Haltestelle (Strecke außer Betrieb) |                     | La Reserva                       | La Reserva                     |
| Brücke über Wasserlauf (Strecke außer Betrieb) |                     | Arroyo Las Garzas                | Arroyo Las Garzas              |
| Haltepunkt / Haltestelle (Strecke außer Betrieb) | 0,8                 | Adela                            | 54,1                           |
| Brücke über Wasserlauf (Strecke außer Betrieb) |                     | Río Amores                       | Río Amores                     |
| Abzweig geradeaus, nach links und von links (Strecke außer Betrieb) |                     | Eisenbahnwerkstätten             | Eisenbahnwerkstätten           |
| Bahnhof (Strecke außer Betrieb) | 6,9                 | Villa Ocampo                     | 53,3                           |
| Kreuzung (Strecken außer Betrieb) |                     | Ramal F14 del FCGB               | Ramal F14 del FCGB             |
| Bahnübergang (Strecke außer Betrieb) |                     | Ruta Nacional 11                 | Ruta Nacional 11               |
| Brücke über Wasserlauf (Strecke außer Betrieb) |                     | Arroyo Manolo                    | Arroyo Manolo                  |
| Haltepunkt / Haltestelle (Strecke außer Betrieb) |                     | La Isleta                        | La Isleta                      |
| Haltepunkt / Haltestelle (Strecke außer Betrieb) | 17,3                | Puerto San Vicente               | 49,0                           |
| Brücke über Wasserlauf (Strecke außer Betrieb) |                     | Río Paraná Miní                  | Río Paraná Miní                |
| Brücke über Wasserlauf (Strecke außer Betrieb) |                     | Río Pindó                        | Río Pindó                      |
| Brücke über Wasserlauf (Strecke außer Betrieb) |                     | Arroyo Quencho                   | Arroyo Quencho                 |
| Kopfbahnhof Streckenende (Strecke außer Betrieb) | 9,5                 | Puerto Ocampo                    | 47,9                           |
| |                     | Río Paraná                       |                                |

Die Ferrocarril Ocampo, auch Primer Ferrocarril del Chaco und später Ferrocarril La Forestal, war die erste Eisenbahn nach Villa Ocampo in der Provinz Chaco und im Nordosten der Provinz Santa Fe in Argentinien.

## Geschichte
Die Meterspur-Bahn wurde am 26. Juli 1884 eingeweiht. Sie wurde von Manuel Ocampo Samanés entworfen, um das Sägewerk La Carlota, das Werk Manolo (später Arno) und die Brennerei Don Emilio bei Villa Ocampo mit dem Schiffsanleger Puerto San Vicente am Paraná Miní, einem Seitenarm des Río Paraná zu verbinden.
Die nach dem französischen Decauville-Prinzip vorgefertigten Gleisjoche wurden mit Schienenfahrzeugen aus Deutschland befahren. Anfangs war die Strecke von Villa Adela nach Puerto San Vicente 25 km lang. Später, im Jahr 1910, wurde sie an die Firma La Forestal übertragen, die sie im Westen nach Villa Ana, wo sich ihre Tanninfabrik befand, und im Osten zum Puerto Ocampo erweiterte. Auf diese Weise erreichte sie über drei große und 27 kleinere Brücken und mehrere Durchlässe sowie über mehrere Inseln den Schiffsanleger am Río Paraná.
Die Bahn verfügte über drei Lokomotiven, drei Wagen erster Klasse, einen Triebwagen und 60 Drehgestellwagen, vier Bahnhöfe, Warenlager und eine Werkstatt. In ihrer maximalen Ausdehnung erreichte sie, unter dem Namen „FC La Forestal“, den Bahnhof km 366 der Ramal F del Ferrocarril Belgrano, wo sich heute die Stadt Los Tábanos befindet.
Mit dem Niedergang des Unternehmens in den 1960er Jahren wurde die Strecke abgebaut und hinterließ nur wenige Spuren. Das Verschwinden dieser Eisenbahn bedeutete für viele Jahre auch die Trennung zwischen Puerto San Vicente am Fluss Paraná Mini, und Puerto Ocampo an der Paraná. Heutzutage werden die ehemaligen Bahndämme als Straßen für den Autoverkehr genutzt.

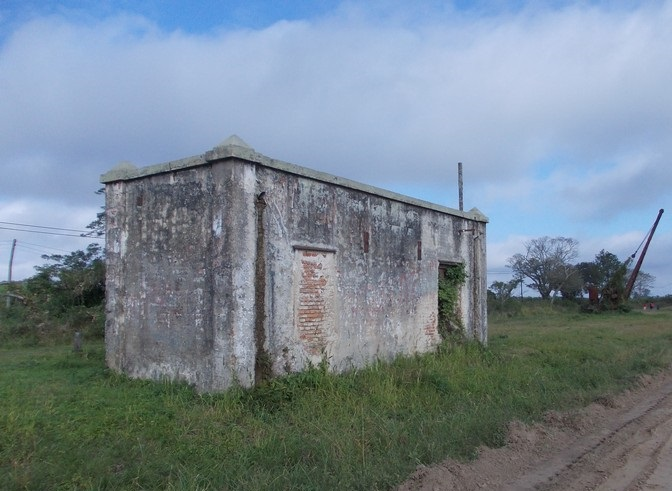
Zuckerrohr-Ladekran an der Estación Isleta
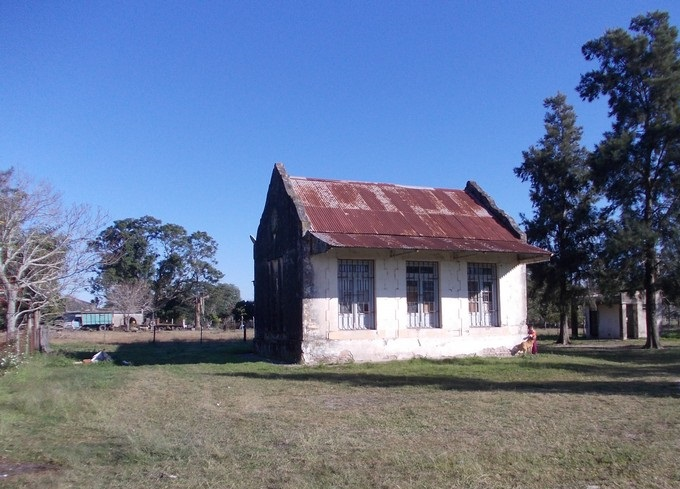
Estación Adela
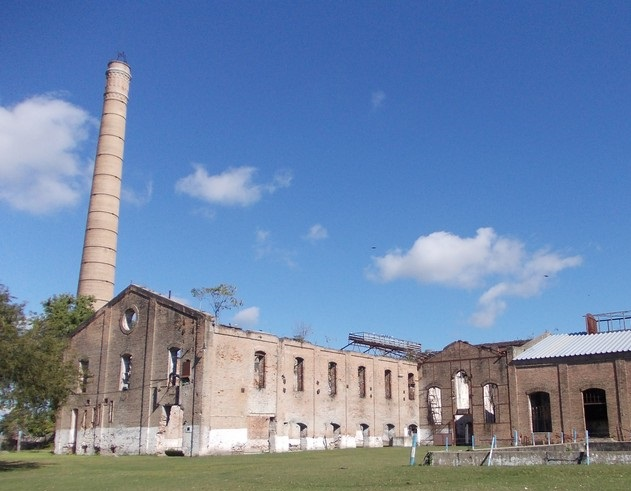
Tanninfabrik von La Forestal in Villa Ana